# Massive Entertainment
Massive Entertainment (также известная как Ubisoft Massive) — шведская студия разработки видеоигр, расположенная в Мальмё. С 2008 года студией владеет Ubisoft.
Студия известна благодаря серии игр Ground Control в жанре тактики в реальном времени (RTT), World in Conflict и Tom Clancy's The Division и по игровому движку Snowdrop.

## История
Massive Entertainment основана в 1997 году, приобретена Vivendi Universal Games в 2002 году.
18 сентября 2007 года выпущена игра World in Conflict. В марте 2009 года к ней вышло дополнение World in Conflict: Soviet Assault.
6 августа 2008 года, после слияния Activision и Vivendi Games, Activision Blizzard выставила Massive Entertainment на продажу. 10 ноября 2008 года Ubisoft приобрела Massive Entertainment.
В марте 2009 года CEO Мартин Халтберг покинул Ubisoft Massive.
В декабре 2010 года Ubisoft сообщила о присоединении Massive к команде разработки Assassin's Creed. 5 мая 2011 анонсировано участие Massive Entertainment в разработке Assassin's Creed: Revelations, которая вышла в ноябре 2011 года. Massive также участвовала в разработке Far Cry 3, которая вышла в декабре 2012 года.
На E3 2013 Massive анонсировала и продемонстрировала свой следующий проект Tom Clancy's The Division.

## Разработанные игры
| Год       | Название                            | Платформы | Платформы | Платформы | Платформы | Платформы | Платформы | Платформы | Платформы | Платформы | Примечание                                                  |
| Год       | Название                            | PS3       | PS4       | PS5       | Win       | X360      | XBO       | XS        | iOS       | Android   | Примечание                                                  |
| --------- | ----------------------------------- | --------- | --------- | --------- | --------- | --------- | --------- | --------- | --------- | --------- | ----------------------------------------------------------- |
| 2000      | Ground Control                      | Нет       | Нет       | Нет       | Да        | Нет       | Нет       | Нет       | Нет       | Нет       |                                                             |
| 2000      | Ground Control: Dark Conspiracy     | Нет       | Нет       | Нет       | Да        | Нет       | Нет       | Нет       | Нет       | Нет       |                                                             |
| 2004      | Ground Control II: Operation Exodus | Нет       | Нет       | Нет       | Да        | Нет       | Нет       | Нет       | Нет       | Нет       |                                                             |
| 2007      | World in Conflict                   | Нет       | Нет       | Нет       | Да        | Нет       | Нет       | Нет       | Нет       | Нет       |                                                             |
| 2009      | World in Conflict: Soviet Assault   | Нет       | Нет       | Нет       | Да        | Нет       | Нет       | Нет       | Нет       | Нет       |                                                             |
| 2011      | Assassin's Creed: Revelations       | Да        | Нет       | Нет       | Да        | Да        | Нет       | Нет       | Нет       | Нет       | Содействие в разработке Ubisoft Montreal                    |
| 2012      | Far Cry 3                           | Да        | Нет       | Нет       | Да        | Да        | Нет       | Нет       | Нет       | Нет       | Содействие в разработке Ubisoft Montreal                    |
| 2014      | Just Dance Now                      | Нет       | Нет       | Нет       | Нет       | Нет       | Нет       | Нет       | Да        | Да        | Содействие в разработке Ubisoft Paris                       |
| 2016      | Tom Clancy's The Division           | Нет       | Да        | Нет       | Да        | Нет       | Да        | Нет       | Нет       | Нет       |                                                             |
| 2019      | Tom Clancy’s The Division 2         | Нет       | Да        | Нет       | Да        | Нет       | Да        | Нет       | Нет       | Нет       |                                                             |
| 2023—2024 | Avatar: Frontiers of Pandora        | Нет       | Нет       | Да        | Да        | Нет       | Нет       | Да        | Нет       | Нет       | В сотрудничестве с Lightstorm Entertainment и FoxNext Games |
| 2024      | Star Wars Outlaws                   | Нет       | Да        | Да        | Да        | Нет       | Да        | Да        | Нет       | Нет       | В сотрудничестве с Disney и Lucasfilm Games                 |